# کلاین اوپال
کلاین اوپال (به آلمانی: Klein Upahl) یک شهر در آلمان است که در Rostock District واقع شده‌است. کلاین اوپال ۲۹۲ نفر جمعیت دارد.